# Nina Hagen
Nina Hagen (Berlin, 1955. március 11. –) német énekesnő, színésznő. Művészneve: „The queen of punk” (a punk királynője).

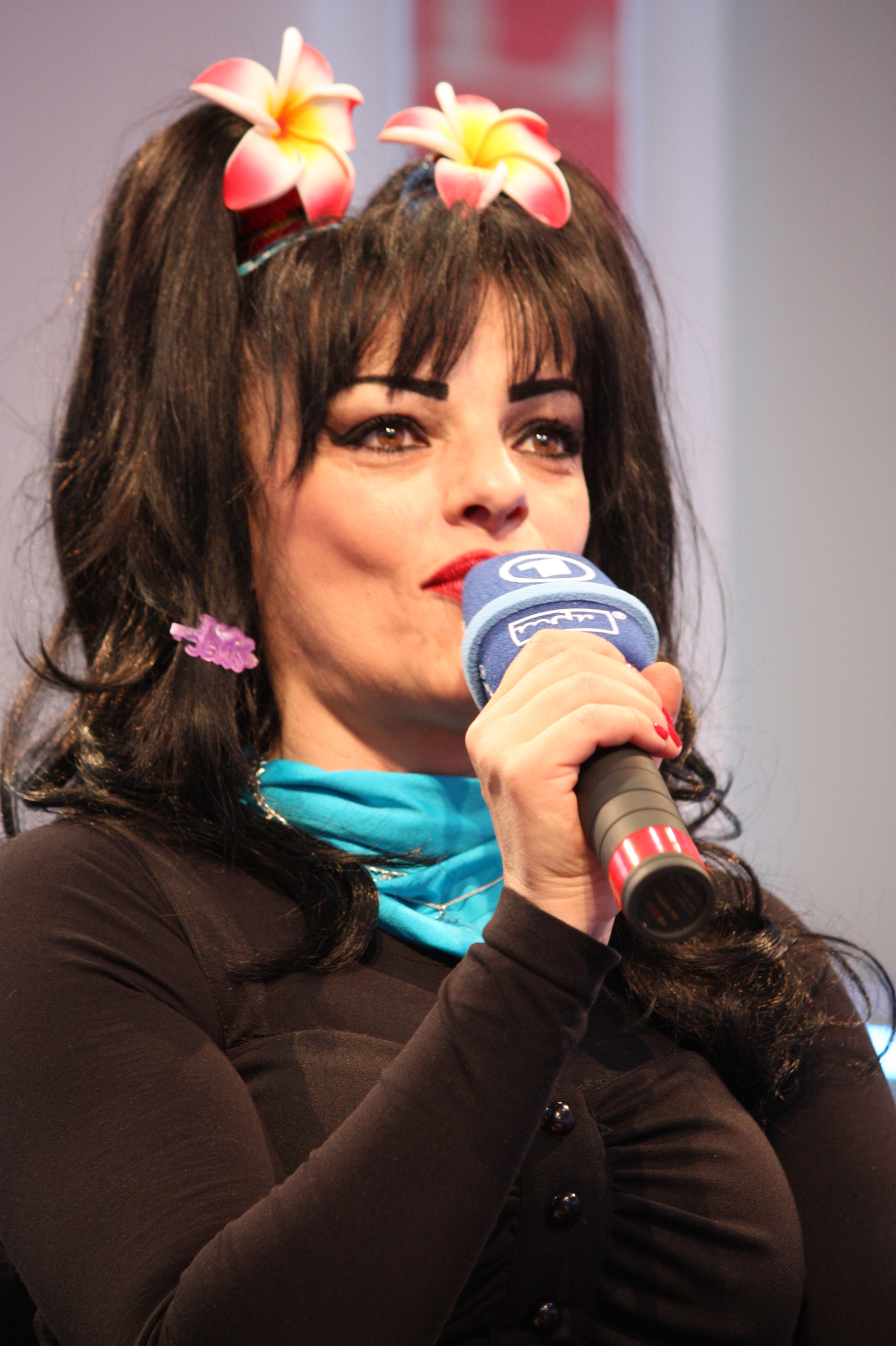

## Gyermekkora
Catharina Hagen néven született Kelet-Berlinben, Hans Hagen – Hans Olivaként is ismert forgatókönyvíró – és Eva-Maria Hagen színésznő, énekesnő gyermekeként. Apai nagyszülei zsidó származásuk miatt a Sachsenhausen-i koncentrációs táborban haltak meg. Szülei elváltak mikor kétéves volt, apjával ritkán találkozott. Négyévesen elkezdett balettet tanulni, és kilencéves korára operatehetségnek tartották.
Mikor Hagen 11 éves volt, amikor anyja hozzáment Wolf Biermannhoz, egy intézményellenes énekes-dalszerzőhöz. Biermann politikai nézetei nagyban befolyásolták a fiatal Hagent: részt vett a keletnémet kormány elleni tiltakozásokon.

## Pályafutása
Pályafutása Kelet-Németországban, az Automobil együttes énekeseként kezdődött. 1976-ban Hamburgba emigrált. Kiadója tanácsára Londonba utazott, ahol a punk mozgalom éppen fénykorát élte. 1977-ben Nyugat-Berlinbe visszatérve megalapította saját zenekarát.
Nina Hagen parodizáló hajlama ironikus fricska mind a punk-zenének, mind az általa előadott más műfajú daloknak is.
Leánya, az 1981-ben született Cosma Shiva Hagen szintén színésznő.

– Színésznő is vagy.

– Nina Hagen vagyok.

– Ki Nina Hagen?

– Egy édes öreg kislány.

– Aki közel sem öreg!

– Mert Isten adott humorérzéket!

## Lemezek
- Nina Hagen Band (1978)
- Unbehagen (1979)
- NunSexMonkRock (1982)
- Fearless / Angstlos (1983)
- Nina Hagen in Ekstasy / In Ekstase (1985)
- Nina Hagen (1989)
- Street (1991)
- Revolution Ballroom (1993)
- FreuD euch / BeeHappy (1995)
- Om Namah Shivay (1999)
- Return of the Mother (2000)
- Big Band Explosion (2003)
- Irgendwo auf der Welt (2006)
- Personal Jesus (2010)
- Volksbeat (2011)
- Unity (2022)

## Filmek
- Heiraten/Weiblich (1975)
- Heute ist Freitag (1975)
- Liebesfallen (1976)
- Unser stiller Mann (1976)
- Bildnis einer Trinkerin (1979)
- Cha-Cha (1979)
- Pankow '95 (1983)
- Der Albtraum vor Weihnachten (The Nightmare Before Christmas) (1993)
- Lilien in der Bank (1996)
- Vasilisa (2000)
- 7 Dwarves – Men Alone in the Wood (2004)
- 7 Zwerge – Der Wald ist nicht genug (2006)
- Gutterdämmerung (2016)

## Fordítás
- Ez a szócikk részben vagy egészben a Nina Hagen című angol Wikipédia-szócikk ezen változatának fordításán alapul.  Az eredeti cikk szerkesztőit annak laptörténete sorolja fel. Ez a jelzés csupán a megfogalmazás eredetét és a szerzői jogokat jelzi, nem szolgál a cikkben szereplő információk forrásmegjelöléseként.